# Nikolaus von Wrede

Nikolaus von Wrede

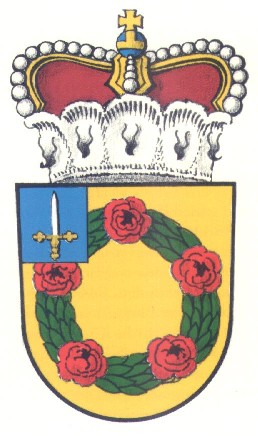
Wappen der Fürsten von Wrede

Nikolaus Fürst von Wrede (* 26. Dezember 1837 in Sankt Petersburg; † 1. August 1909 in Gmunden, Salzkammergut) war ein österreichischer Offizier und Diplomat aus dem ursprünglich bayerischen Adelsgeschlecht der Fürsten von Wrede.

## Biografie
Er war der Enkel des bayerischen Feldmarschalls Carl Philipp von Wrede und wurde geboren als Sohn des kaiserlich russischen Obersten, Fürst Joseph von Wrede (1800–1871) sowie dessen Gattin Anastasia von Petrowo-Solowowo (* 17. April 1808; † 25. Dezember 1870). Die Eltern hatten 1861 Schloss Sparbersbach bei Graz erworben.
Nikolaus von Wrede trat in die k. k. Armee ein, wo er 1856 Leutnant bei den Großherzog von Toscana-Dragonern wurde. Ab 1862 befand er sich als Hauptmann im Generalstab und erhielt für sein „ausgezeichnetes Verhalten“ im Deutsch-Deutschen Krieg 1866 die Allerhöchste Belobung.
1879 war Wrede im Range eines Majors als österreichischer Generalkonsul in Belgrad tätig. 1884 wurde er als Oberst Gesandter in Athen; 1887 wurde er zum Generalmajor befördert und avancierte zum k.u.k. Gesandten in Stuttgart. 1889 stieg Nikolaus von Wrede zum Feldmarschallleutnant auf und wurde Gesandter seines Landes im Königreich Bayern. 1905 trat er dort in Pension.
Der Diplomat trug das Ritterkreuz des Leopoldordens und den Orden der Eisernen Krone dritter Klasse. Außerdem war er kaiserlicher Kammerherr und Geheimrat.

## Familie
Nikolaus von Wrede hatte sich am 15. Juni 1879 mit Gabriele Gräfin von Herberstein (1851–1923) vermählt, aus welcher Ehe nur überlebende Töchter hervorgingen:
- Gabriele Therese Maria Pia Anastasia Olga (* 5. Mai 1880; † 18. Mai 1966) ⚭ Graf Eduard von Kielmansegg (* 1874; † 1941)
- Maria Theresia Josepha (* 29. Oktober 1881)
- Joseph Adolph (*/† 1886)
- Theresia Maria (* 29. März 1893; † 6. Februar 1973) ⚭ Freiherr Ernst August von der Wense (* 1891; † 1942)

Die Gattin war künstlerisch veranlagt, verfasste Gedichte und sang.